# Andrea Ferrara (armaiolo)
Andrea Ferrara (Fonzaso, 1530 ca – 21 aprile 1612) è stato un armaiolo italiano, specializzato nella produzione di spade.

## Biografia
Nacque attorno al 1530, figlio del maestro spadaio Pietro. Si sposò due volte: nel 1563 con Franceschina Cesa e nel 1580 con Fiammetta Cavalaro. Ebbe tre figli dal primo matrimonio e un numero imprecisato dal secondo. Morì nel 1612.

## Attività
Sappiamo che Andrea prestò opera presso le fucine di Fisterre, assieme al fratello Zandonà a partire dal 1566.
Nel 1569 fondarono un'azienda di durata quinquiennale e Zandonà si trasferì a Sacile, presso la fucina del Cavalier Vando.
Il 5 dicembre 1578, i fratelli Ferrara firmarono un accordo con "Giovanni Brun di Londra Gentil’huomo englese, et il signor Lanciloto Rolansone de Londra habitante in Venetia" per la fornitura di
72 000 spade da realizzare nell'arco di dieci anni. 
Nel 1583 i fratelli acquistarono il Busighel, un'antica fucina oggi in rovina, passata alla storia come sede della loro manifattura. In realtà la fucina si trovava più a sud, presso Borgo Piave, alla confluenza dell'Ardo col Piave.
Secondo Walter Scott, Ferrara fu invitato in Scozia alla corte di Giacomo IV per istruire gli scozzesi nella fabbricazione di spade in acciaio. Walter Scott annota inoltre che il nome Andrea de Ferrara era inciso "su tutte le spade scozzesi di maggior pregio".
Il suo metodo di fabbricazione è tuttora sconosciuto, ma si ipotizza che le spade fossero realizzate per interlaminazione, un processo di saldatura della lama a strati alternati di ferro e acciaio. Le sue armi erano rinomate per l'estrema flessibilità. Si narra che lo stesso Ferrara ne portasse sempre una avvolta nel berretto.
Secondo alcune fonti il nome Andrea Ferrara si riferirebbe ad Andrea dei Ferrari di Belluno, secondo altre Andrew Ferrars o Ferrier di Arbroath.
La sua fama fu talmente grande che, anche nel corso dei secoli successivi, fino al 1700, in Inghilterra l'espressione "Andrea Ferrara" fu sinonimo di spada (assieme a sword).